# ماکیاولیسم

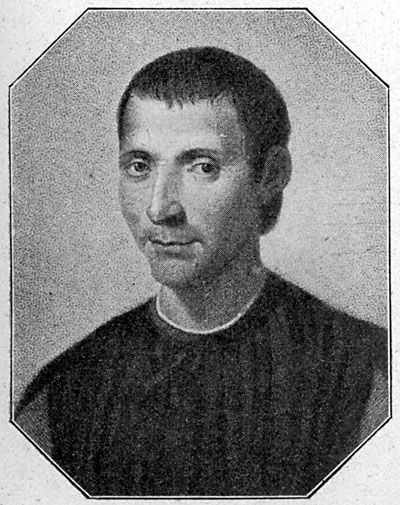
نیکولو ماکیاولی

ماکیاولیسم (به انگلیسی: Machiavellianism)، عبارت است از مجموعه اصول و روش‌های دستوری که نیکولو ماکیاولی سیاست‌مدار و فیلسوف ایتالیایی (۱۴۶۹-۱۵۲۷) برای زمامداری و حکومت بر مردم ارائه داد.

## توصیف
نیکولو ماکیاولی که بنیاد این نظریه خود را پیرامون روش و هدف در سیاست قرار داده، در کتاب خود شهریار، هدف عمل سیاسی را دستیابی به قدرت می‌داند و بنابراین، آن را محدود به هیچ حکم اخلاقی نمی‌داند و در نتیجه به کار بردن هرچیزی را در سیاست برای پیشبرد اهداف مجاز می‌شمارد و بدین گونه سیاست را به کلی از اخلاق جدا می‌داند.
ماکیاولی معتقداست، زمامدار اگر بخواهد باقی بماند و موفق باشد نباید از شرارت و اعمال خشونت‌آمیز بترسد. زیرا بدون شرارت، حفظ دولت ممکن نیست.
حکومت برای نیل به قدرت، ازدیاد و حفظ و بقای آن مجاز است به هر عملی از قبیل کشتار، خیانت، ترور، تقلب و ... دست بزند و هرگونه شیوه‌ای حتی منافی اخلاق و شرف و عدالت را برای رسیدن به هدفش روا می‌دارد.
این مکتب بر این باور است که سیاستمداران باید کاملاً واقع‌بین و مادی و جدی باشند. آنگونه سخت‌گیر باشند که اگر تکالیف دینی، اخلاقی و احساسات سد راه آنان شود؛ از آنها صرف‌نظر کرده و هدفی جز رسیدن به مقصود نداشته باشند.
وی اساس اخلاقیات را واژگون کرد. یگانه شعار سیاسی او این بود که شاه فوق تمام قیود و الزامات مردم عادیست.

## ماکیاولیسم مذهبی
ماکیاولیسم مذهبی در واقع انحراف در شیوه حکومت مذهبی و تمایل حکومتداران به معیارهای ابزارگرایانهٔ دینی را گویند. از مصادیق این مورد، تن دادن به اصالت منافع و تبلیغات ناراست در انتخابات و شعارهای آن است. در این شیوه، سیاست در حکومت به خودی خود هدف می‌شود و اخلاق و دین حول مدار منافع سیاسی می‌چرخد.

## ماکیاولیسم در روانشناسی
اصطلاح ماکیاولیسم به حوزه ی روانشناسی نیز ورود کرده است و این اصطلاح منفی تقریباً معادل خودخواه (selfish) است. یک فرد ماکیاولیستی حاضر است بدون توجه به اخلاقیات، همه چیز را فدای اهداف خود کند.